# Niederlommatzsch

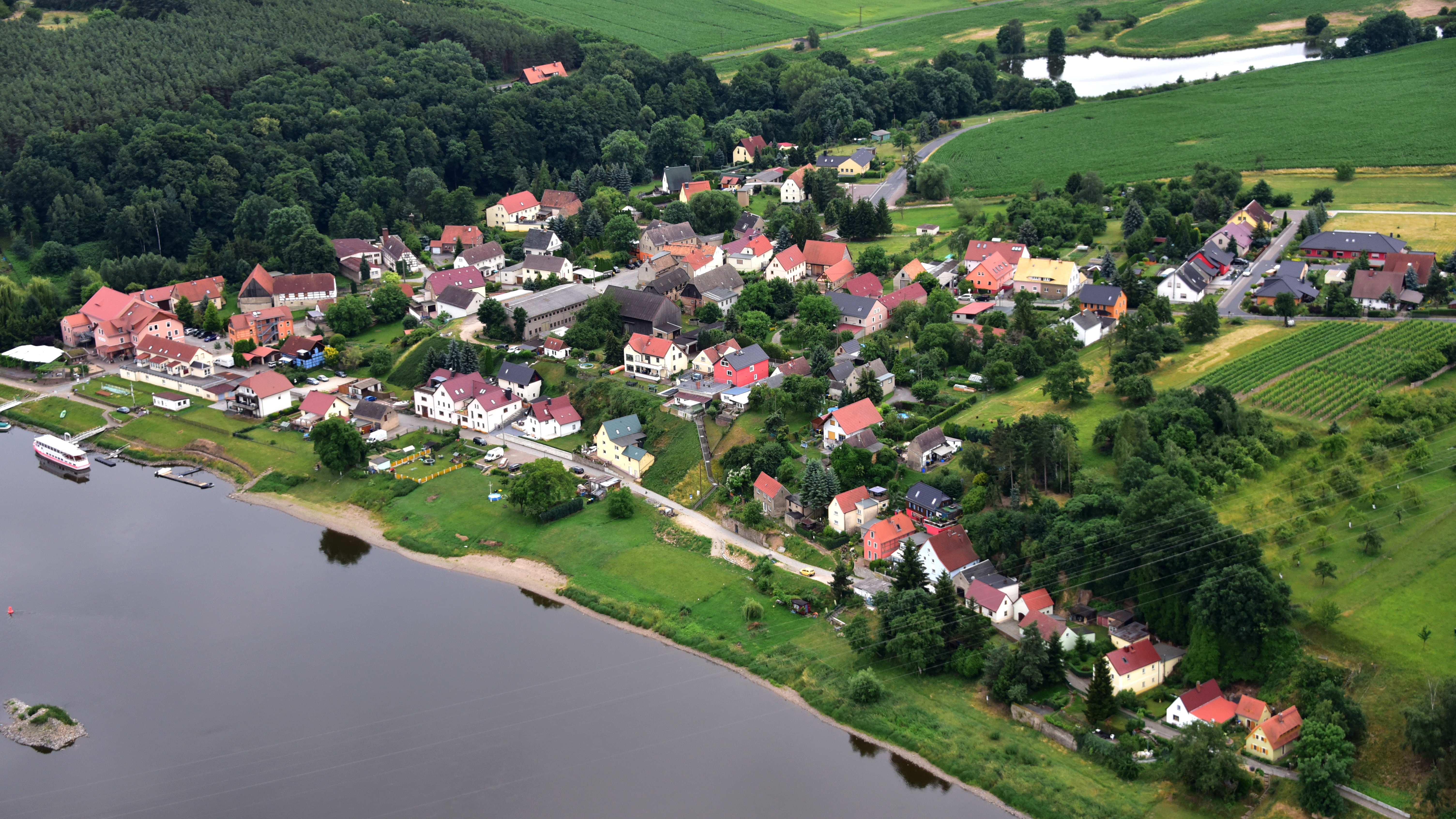
Niederlommatzsch, Luftaufnahme (2017)

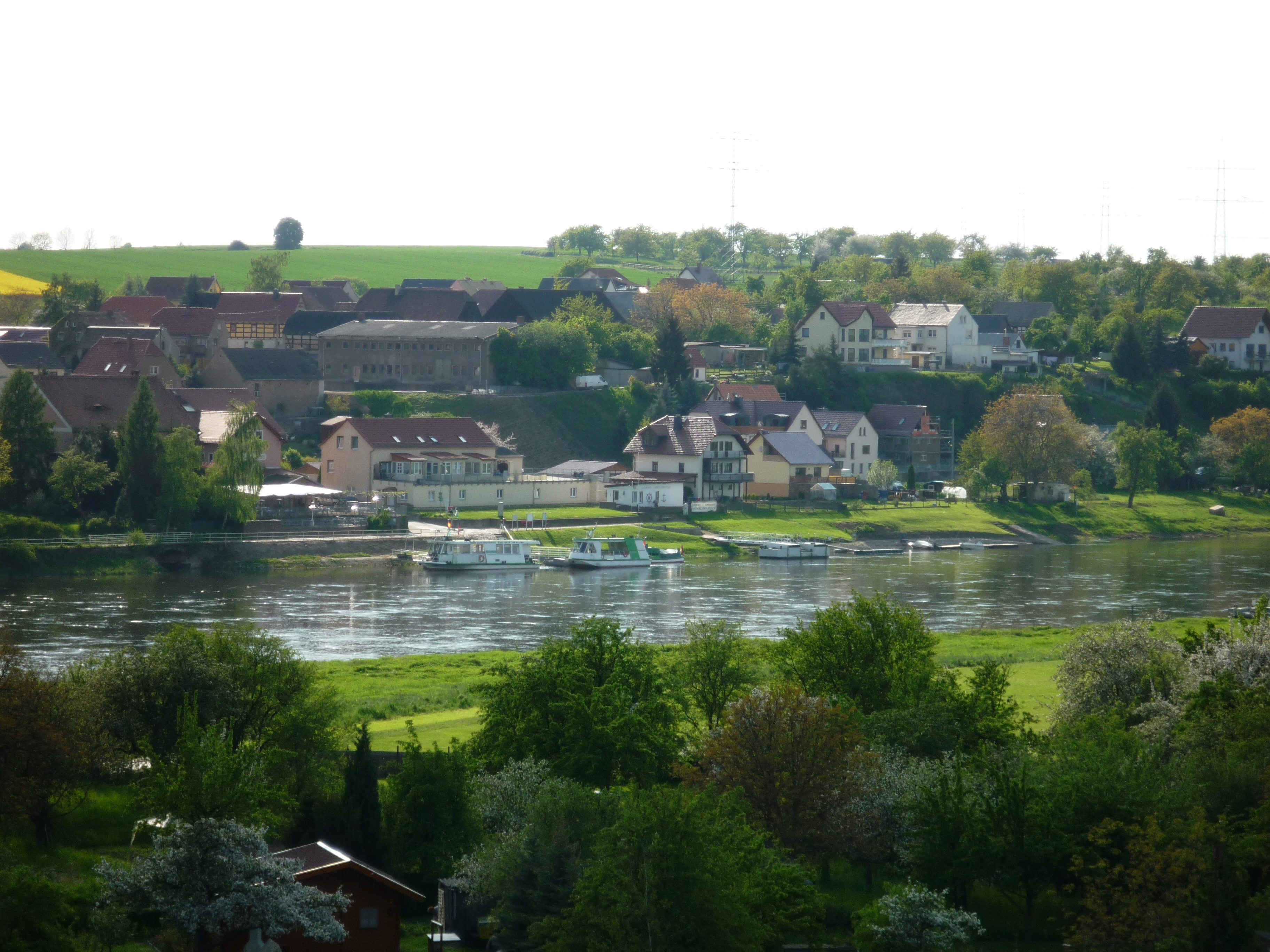
Blick auf Niederlommatzsch

Niederlommatzsch ist ein Ortsteil der sächsischen Gemeinde Diera-Zehren im Landkreis Meißen. Die Gemeinde Niederlommatzsch mit ihren Ortsteilen Naundorf und Hebelei wurde am 1. Januar 1994 mit Zehren zur Gemeinde Zehren zusammengeschlossen, welche sich wiederum am 1. Januar 1999 mit der Gemeinde Diera zur Gemeinde Diera-Zehren vereinigte.

## Geographie

### Geographische Lage und Verkehr

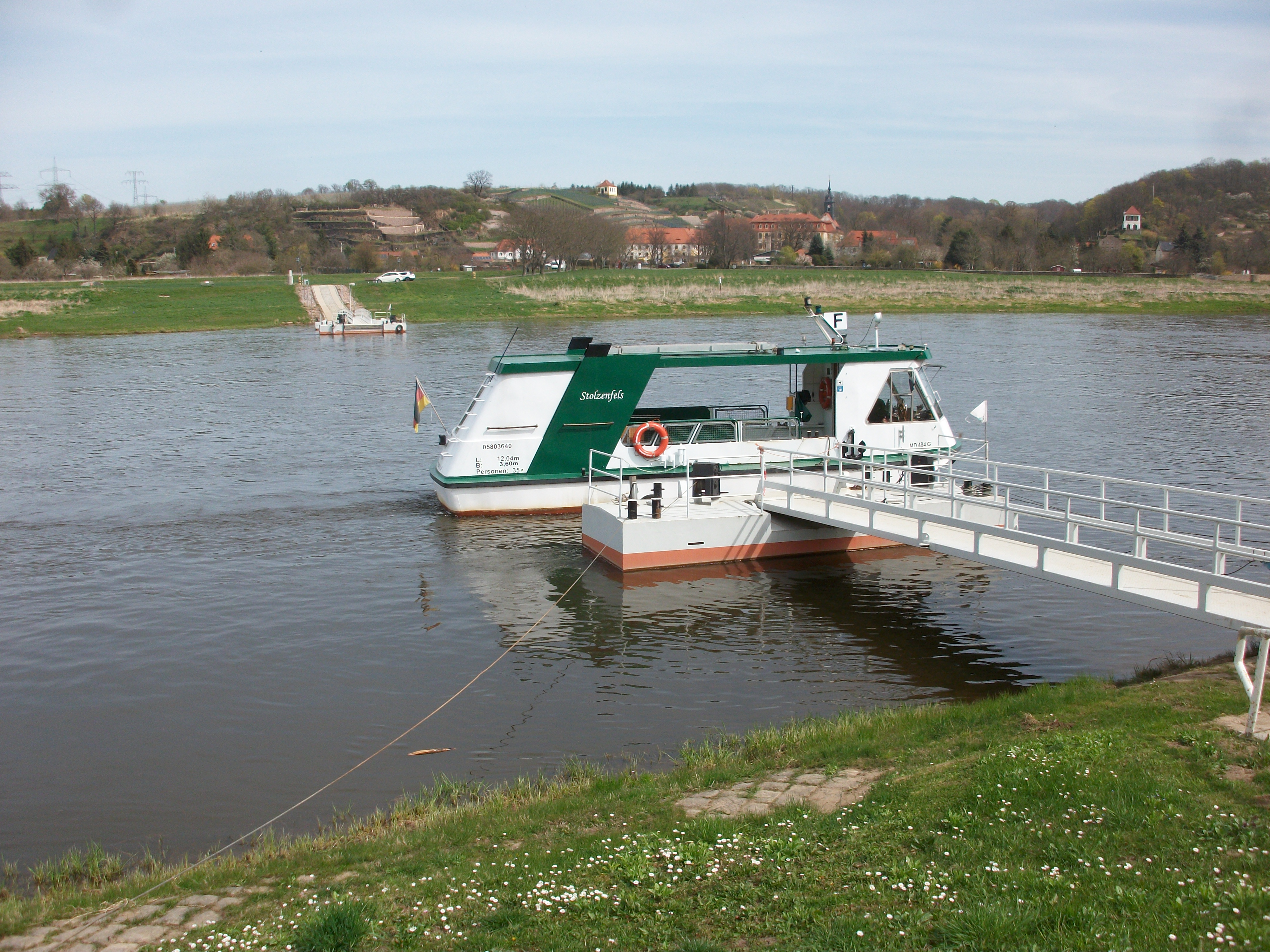
Elbfähre Niederlommatzsch–Diesbar-Seußlitz in Niederlommatzsch

Niederlommatzsch liegt links der Elbe an der Kreisstraße 8071 etwa vier Kilometer von Zehren und 13 Kilometer nördlich von Meißen entfernt. Der Ort ist einer der nördlichsten Ortsteile Diera-Zehrens. Er befindet sich in der Lommatzscher Pflege. Der Unterlauf des Wölkischen Wassers bis zu seiner Mündung bildet die südliche Gemarkungsgrenze. Der Elberadweg führt durch den Ort. Niederlommatzsch verfügt über eine Fährverbindung ins rechtselbische Seußlitz.

### Nachbarorte
|                | Neuhirschstein                              |          |
| Oberlommatzsch | Kompassrose, die auf Nachbargemeinden zeigt | Seußlitz |
| Naundorf       | Hebelei mit Göhrisch                        |          |

## Geschichte

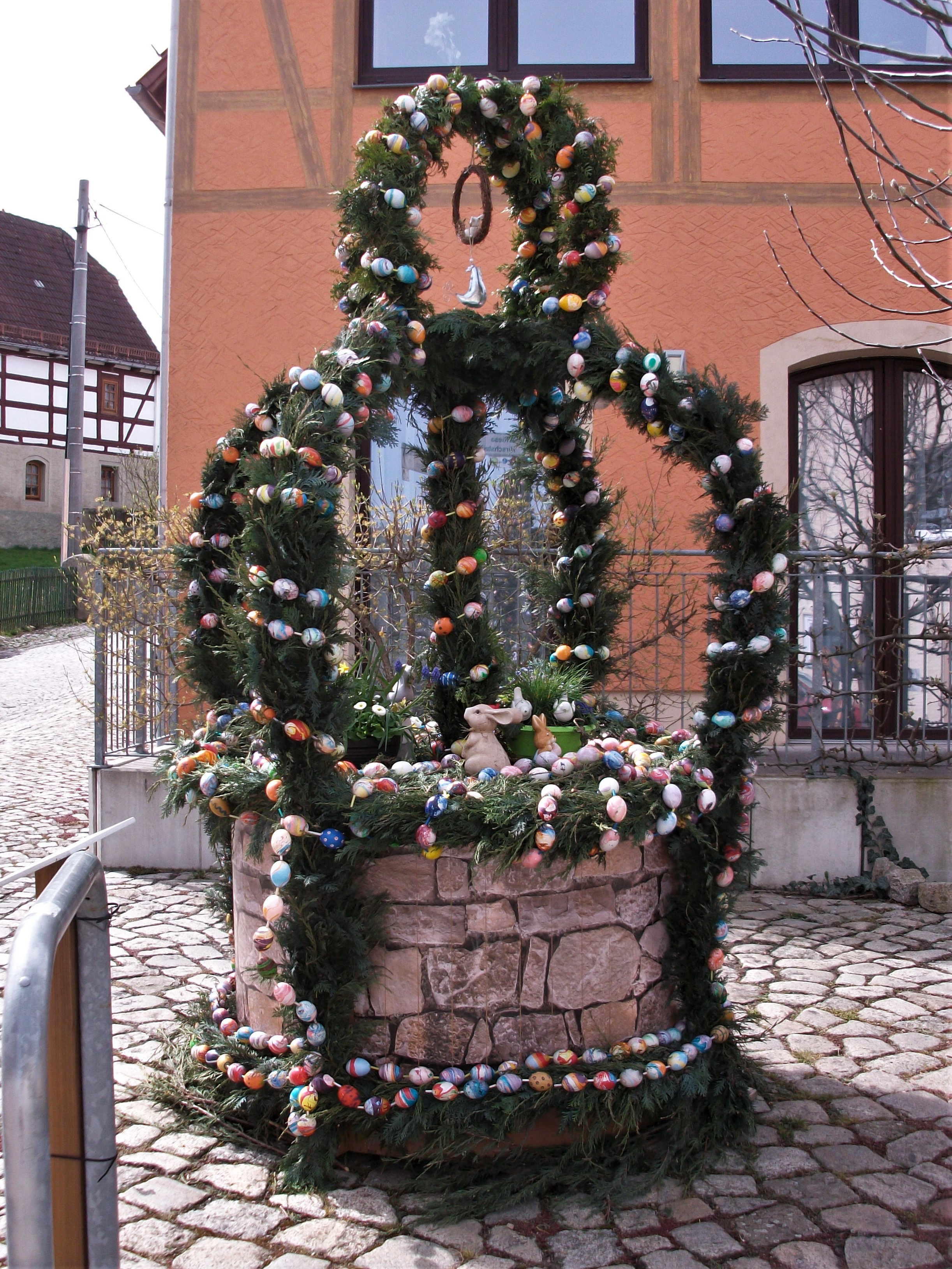
Osterbrunnen Niederlommatzsch

Das Gassendorf auf Gewannflur Niederlommatzsch wurde 1321 erstmals als Lomnicz und 1336 zur Unterscheidung vom Nachbarort Oberlommatzsch als Lomnicz inferius erwähnt. Das Dorf war zum Castrum Meißen und später zum Erbamt Meißen gehörig. Die Grundherrschaft über Niederlommatzsch übte zwischen dem 16. und 19. Jahrhundert das Rittergut Jahnishausen aus. Niederlommatzsch war nach Boritz gepfarrt und gehört heute zur Kirchgemeinde Boritz-Leutewitz. Niederlommatzsch unterstand bis ins 19. Jahrhundert dem kursächsischen bzw. königlich-sächsischen Erbamt Meißen. Bei den im 19. Jahrhundert im Königreich Sachsen durchgeführten Verwaltungsreformen wurden die Ämter aufgelöst. Dadurch kam Niederlommatzsch im Jahr 1856 unter die Verwaltung des Gerichtsamts Meißen und 1875 an die neu gegründete Amtshauptmannschaft Meißen. Im Jahr 1871 betrug die Größe der Gemarkung 151 Hektar.
Der Nachbarort Naundorf mit Hebelei und Göhrisch wurde am 1. November 1935 nach Niederlommatzsch eingemeindet. 1942 wurde die Freiwillige Feuerwehr Niederlommatzsch gegründet. Der Ort besaß bis 1958 eine eigene Schule. Nach 1956 wurden nur noch die Klassen 1 bis 3 in einem Klassenraum unterrichtet, höhere Klassenstufen fuhren in die Zentralschule Zehren, spätere Polytechnische Oberschule. Die Grundschule Niederlommatzsch wurde im Sommer 1959 geschlossen, so dass dann alle Schüler in Zehren unterrichtet wurden.
Durch die Kreisreform 1952 wurde Niederlommatzsch als eigenständige Gemeinde Teil des aus der Amtshauptmannschaft gebildeten Kreises Meißen im Bezirk Dresden, der sich in der Nachwendezeit mehrmals vergrößerte. Am 1. Januar 1994 wurde Niederlommatzsch nach Zehren eingemeindet. Diera und Zehren schlossen sich fünf Jahre später zu Diera-Zehren zusammen, seitdem ist Niederlommatzsch ein Ortsteil dieser Gemeinde.

### Entwicklung der Einwohnerzahl
| Jahr | Einwohnerzahl                 |
| ---- | ----------------------------- |
| 1551 | 11 besessene Mann, 3 Inwohner |
| 1764 | 11 besessene Mann, 17 Häusler |
| 1834 | 213                           |
| 1871 | 239                           |
| 1890 | 244                           |
| 1910 | 266                           |
| 1925 | 247                           |

| Jahr | Einwohnerzahl |
| ---- | ------------- |
| 1939 | 485           |
| 1946 | 573           |
| 1950 | 552           |
| 1964 | 476           |
| 1990 | 326           |
| 2011 | 169           |
| 2019 | 144           |